# 279 a. C.
El año 279 a. C. fue un año del calendario romano prejuliano. En el Imperio romano se conocía como el año 475 ab urbe condita.

## Acontecimientos
- Consulados de Publio Sulpicio Saverrión y Publio Decio Mus en la Antigua Roma.[1]
- Los escordiscos fundan Singidon, la actual Belgrado.
- Pirro de Epiro derrota a los romanos en la batalla de Asculum.

## Fallecimientos
- Ptolomeo Cerauno, rey de Macedonia, muere en combate contra los galos.